# Sopa de ajo
La sopa de ajo (letteralmente zuppa d'aglio) è un tipo di minestra spagnola, tipicamente castigliana, contenente principalmente acqua o brodo, pane (solitamente duro), paprica, alloro, aglio e olio d'oliva. È una zuppa di umili origini, essendo un piatto popolare sottoposto a molteplici varianti, infatti possono essere aggiunti uovo, salsiccia, pancetta fritta di maiale, prosciutto ecc. A Madrid e nel nord della Spagna è un piatto associato alla Settimana Santa.
Il drammaturgo Ricardo de la Vega ha scritto una poesia dedicata alle sette virtù della zuppa d'aglio.

## Abitudini
È stato un pranzo molto comune nelle zone della Spagna in tempi antichi. Si faceva colazione in un bar, bevendo caffè all'alba, e un paio di ore dopo, per mantenere le forze, si prendevano le sopa de ajo, generalmente con uno o due uova dentro, che si cucinavano con il calore della zuppa. In alcuni luoghi spagnoli è uno dei piatti tipici della quaresima. È un piatto adatto per le abitudini religiose, non includendo la carne, e la struttura e la composizione ricordano l'estetica e la semplicità di queste date (Pasqua). In Zamora è solitamente presa a colazione dopo le processioni notturne.
È abitudine inoltre che si serva questa zuppa dopo notti di lavoro, e alcuni autori menzionano che è di facile digeribilità, poiché funziona come emolliente neutralizzante della mucosa dello stomaco irritata da abusi.

## Composizione e preparazione

### Ingredienti
La sopa de ajo tradizionale ha pochissimi ingredienti:
- Acqua calda (alcuni cuochi dicono che il trucco non è farla arrivare mai all'ebollizione). Tradizionalmente si «arricchisce» l'acqua calda con l'aggiunta di ossa di manzo, brodo di carne di maiale o prosciutto più o meno diluiti per dare più sapore. L'acqua contiene sale e il volume finale della zuppa verrà determinato dalla quantità di acqua utilizzata. Vi è la possibilità di utilizzare spezie quali menta, alloro ecc.
- Pane duro. Di solito si utilizza la pagnotta, spesso indurito di vari giorni, ed è l'ingrediente principale. La percentuale dipende dai gusti di chi cucina, ma di solito si tagliano delle fette sottili (dai 5 ai 15 mm) per far sì che l'acqua si addensi. Si dice che il pane sia come la salsiccia in questa zuppa, il che potrebbe essere vero, perché la paprika dà un po' di rosso e un sapore che può ricordare la salsiccia.
- Aglio. Viene filettato e fritto in una padella con abbondante olio di oliva fin quando inizia a prendere un colore più scuro.
- Paprica. Ha una duplice funzione: colorare di rosso e dare sapore al pane. Si può utilizzare paprica dolce, piccante o entrambe.

### Preparazione

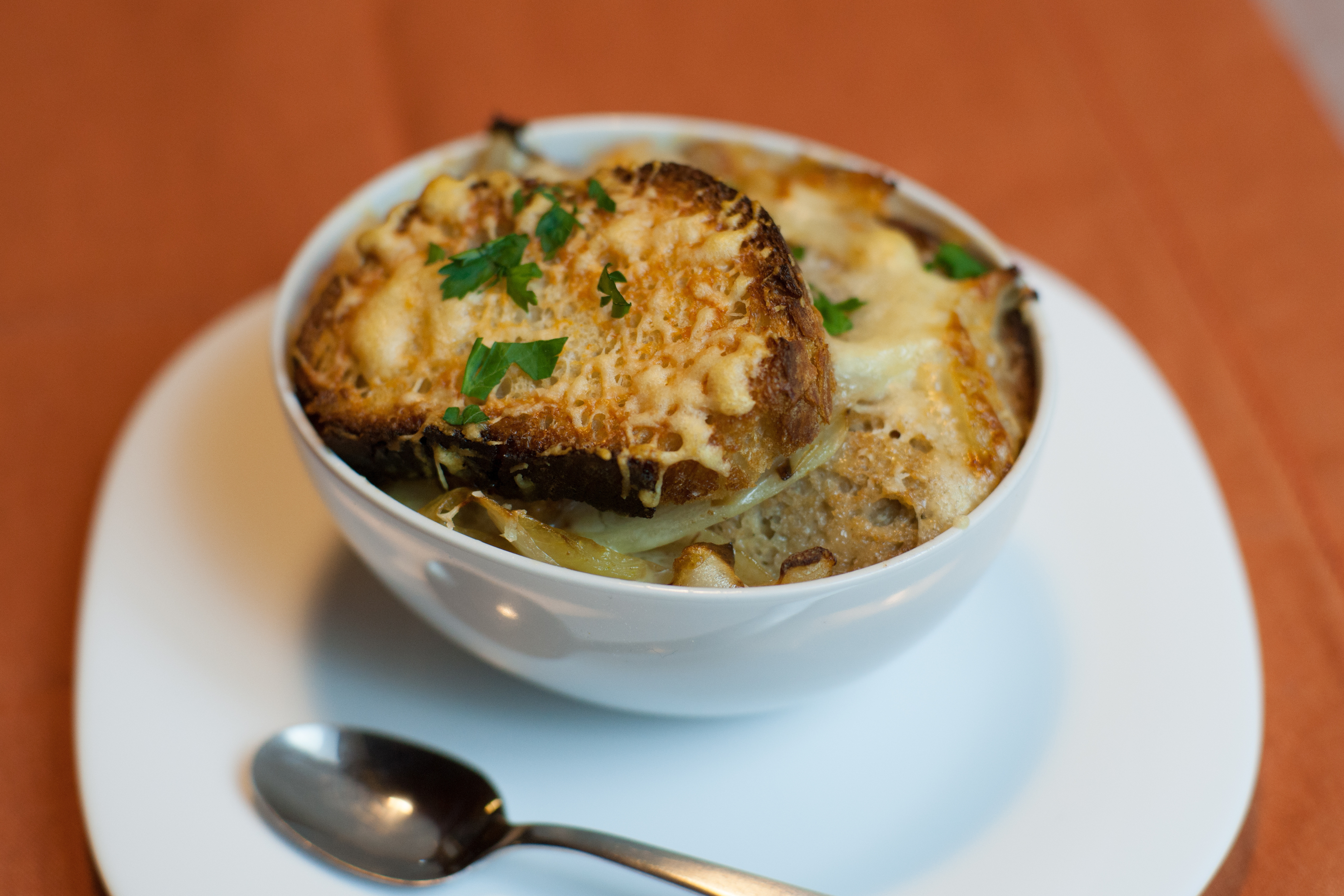
Soupe à l'oignon, zuppa francese simile alla sopa de ajo.

Il tutto potrebbe stare molto tempo nell'acqua. Dipende dalla quantità da servire e il tempo può variare tra una e due ore. Il tocco finale, alcuni minuti prima di servire il piatto, sono le uova che si buttano nella zuppa, rompendole sulla superficie esteriore, in modo tale che il tuorlo si rimuova (con un cucchiaio di legno) all'interno della zuppa e l'albume formi una sorta di fili bianchi tipici di questa ricetta. Si serve molto calda, di solito in una pentola d'argilla. Alcuni cuochi consigliano di accompagnarla con del vino rosso.
La soupe à l'oignon francese si prepara in modo simile ma sostituisce l'aglio con le cipolle.